# 三重中京大学短期大学部
三重中京大学短期大学部（みえちゅうきょうだいがくたんきだいがくぶ、英語: Mie Chukyo University Junior CollegeまたはJunior College, Mie Chukyo University）は、三重県松阪市久保町1846に本部を置いていた日本の私立大学である。1964年に設置され、2011年に廃止された。

## 概観

### 大学全体
- 三重県松阪市に所在した日本の私立短期大学で、設置主体は学校法人梅村学園[2]。
- 1964年に松阪女子短期大学として開学し、以後通算して3度の学名変更が行われた。
- かつては最大5学科[注 3]とかなりの規模を擁していたが、最終的には2学科体制に縮小されている。三重中京大学と同じキャンパスにあり、系列校として中京大学、三重高等学校などがある。
- 2009年度の入学生を最後に[注釈 3]、2011年に短期大学としての使命を終える[注釈 4]。

### 建学の精神（校訓・理念・学是）
- 三重中京大学短期大学部における建学の精神は「学術とスポーツの真剣味の殿堂たれ」となっていた。

### 教育および研究
- 三重中京大学短期大学部は、食物栄養とこども学の各学科があり、いずれも専門職育成に向けたカリキュラムとなっていた。こども学科では、附属幼稚園での教育実習が行なわれて、授業の一環として創作ミュージカルがあった。

### 学風および特色
- 三重中京大学短期大学部は三重中京大学の併設校となっている故に、両者との交流が盛んであった。

## 沿革
- 1964年
  - 1月25日 左記を以て文部省[注 4]より短期大学の設置が認可される[5]。
  - 4月1日 松阪女子短期大学(まつさかじょしたんきだいがく)として以下の学科体制にて開学する[6]。
    - 家政科 入学定員60名[注 5]
    - 保育科 入学定員40名

  - 5月1日 学生数[8]/定員[注釈 5]
    - 家政科 43[注釈 6]/60
    - 保育科 39[注釈 6]/40
- 1965年
  - 4月1日 以下の学科を増設する[注釈 7]。
    - 国文科 入学定員50名[注釈 8]
    - 英文科 入学定員50名[注釈 8]

  - 同 入学定員増を以下の通り行う[注釈 7]。
    - 家政科 60[注釈 5]→100[注釈 8]
    - 保育科 40[注釈 8]→100[注釈 8]

  - 5月1日 学生数[12]/定員
    - 家政科 149[注釈 6]/160
    - 保育科 149[注釈 6]/140
    - 国文科 22[注釈 6]/50
    - 英文科 34[注釈 6]/50
- 1966年
  - 4月1日 家政科の入学定員を100[注釈 8]→200[注釈 9]に増員し、かつ以下の通り専攻分離する[14]。
    - 家政専攻 入学定員100名
    - 食物栄養専攻 入学定員100名

  - 5月1日 学生数[15]/定員
    - 家政科 421[注釈 6]/300
    - 保育科 295[注釈 6]/200
    - 国文科 116[注釈 6]/100
    - 英文科 115[注釈 6]/100
- 1968年
  - 4月1日 以下の学科を増設する[注 6]。
    - 音楽科 入学定員40名[18]

  - 5月1日 学生数[19]/定員
    - 家政科 574[注釈 6]/400
    - 保育科 377[注釈 6]/200
    - 国文科 180[注釈 6]/100
    - 英文科 144[注釈 6]/100
    - 音楽科 79[注釈 6]/40
- 1973年
  - 4月1日 保育科を幼児教育科に改称[20]。
  - 5月1日 学生数[21]/定員
    - 家政科 
      - 家政専攻 143[注釈 6]/200
      - 食物栄養専攻 180[注釈 6]/200

    - 保育科 343[注釈 6]/200
    - 国文科 126[注釈 6]/100
    - 英文科 81[注釈 6]/100
    - 音楽科 169[注釈 6]/80
- 1981年
  - 4月1日 以下の学科については、この年度で学生募集を最終とする[注釈 10]。
    - 英文科

  - 5月1日 学生数[26]/定員
    - 家政科 236[注釈 6]/400
    - 幼児教育科 295[注釈 6]/200
    - 国文科 105[注釈 6]/100
    - 英文科 73[注釈 6]/100
    - 音楽科 112[注釈 6]/80
- 1982年
  - 4月1日 家政科の各専攻課程を以下の通り入学定員減とする[注釈 11]。
    - 家政専攻 100[注釈 12]→50[注釈 13]
    - 食物栄養専攻 100[注釈 12]→50[注釈 13]

  - 5月1日 学生数[28]/定員
    - 家政科 209[注釈 6]/300
    - 幼児教育科 264[注釈 6]/200
    - 国文科 103[注釈 6]/100
    - 英文科 21[注釈 6]/50
    - 音楽科 83[注釈 6]/80
- 1983年
  - 3月31日 左記をもって以下の学科については廃止とする[注釈 14]。
    - 英文科
- 1986年
  - 4月1日 専攻科の設置が認可され、以下の課程を設ける[注 7]。
    - 音楽専攻 入学定員10名
- 1990年
  - 4月1日 学科及び専攻名称の変更を以下の通り実施する[33]。
    - 家政科→生活科学科
      - 家政専攻→生活科学専攻
      - 食物栄養専攻→名称変更なし

    - 幼児教育科→幼児教育学科
    - 国文科→国文学科
    - 音楽科→音楽学科

  - 5月1日 学生数[34]/定員
    - 生活科学科 126[注釈 6]/100
    - 幼児教育学科 276[注釈 6]/200
    - 国文学科 135[注釈 6]/100
    - 音楽学科 106[注釈 6]/80
- 1992年
  - 5月1日 学生数出典[35]。うち1回生 376[36]/定員
    - 生活科学科 254[注釈 6]/200
    - 幼児教育学科 258[注釈 6]/200
    - 国文学科 138[注釈 6]/100
    - 音楽学科 110[注釈 6]/80
- 1993年
  - 4月1日 松阪大学女子短期大学部（まつさかだいがくじょしたんきだいがくぶ）と改称[37]。
  - 5月1日 学生数[38]/定員
    - 生活科学科 253[注釈 6]/200
    - 幼児教育学科 265[注釈 6]/200
    - 国文学科 138[注釈 6]/100
    - 音楽学科 96[注釈 6]/80
- 1995年
  - 4月1日 以下の学科についてはこの年度で学生募集を最終とする[注 8]。
    - 音楽学科

  - 5月1日 学生数[40]/定員
    - 生活科学科 242[注釈 6]/200
    - 幼児教育学科 255[注釈 6]/200
    - 国文学科 116[注釈 6]/100
    - 音楽学科 82[注釈 6]/80
- 1996年
  - 5月1日 学生数[41]/定員
    - 生活科学科 228[注釈 6]/200
    - 幼児教育学科 251[注釈 6]/200
    - 国文学科 115[注釈 6]/100
    - 音楽学科 42[注釈 6]/40
- 1997年
  - 4月1日 以下の学科についてはこの年度で学生募集を最終とする[注 9]。　
    - 国文学科

  - 5月1日 学生数[44]/定員
    - 生活科学科 222[注釈 6]/200
    - 幼児教育学科 243[注釈 6]/200
    - 国文学科 110[注釈 6]/100

  - 12月16日 以下の学科を左記をもって正式に廃止とする[42]。
    - 音楽学科
- 1998年
  - 5月1日 学生数[45]/定員
    - 生活科学科 224[注釈 6]/200
    - 幼児教育学科 230[注釈 6]/200
    - 国文学科 50[注釈 6]/50
- 1999年
  - 5月1日 学生数[46]/定員
    - 生活科学科 230[注釈 6]/200
    - 幼児教育学科 222[注釈 6]/200

  - 12月22日 左記をもって以下の学科を正式に廃止とする。
    - 国文学科
- 2000年
  - 4月1日 松阪大学短期大学部（まつさかだいがくたんきだいがくぶ）と改称し[47]、男女共学とする[48]。
- 2003年
  - 4月1日 以下の学科についてはこの年度で学生募集を最終とする[注 10]。
    - 生活科学科生活科学専攻
- 2004年
  - 4月1日 学科名を以下の通り変更し、入学定員を以下の通り変更する[49]。
    - 生活科学科食物栄養専攻 100→食物栄養学科 50
      - 幼児教育学科 100→幼児教育・保育学科 130
- 2005年
  - 4月1日 短期大学名称及び一部の学科について以下の通り変更する[50]。
    - 松阪大学短期大学部→三重中京大学短期大学部

  - 幼児教育・保育学科→こども学科[注 11]。
- 2008年
  - 4月1日 食物栄養学科の入学定員を50→70に増員[51]。
- 2009年
  - 4月1日 短期大学としての学生募集最終となる[注 12]。
- 2011年
  - 10月17日 左記を以て文部科学省より正式に廃止の認可が下りる[注釈 4]。

## 基礎データ

### 所在地
- 三重県松阪市久保町1846[注釈 1]

### 当時の交通アクセス
- 近畿日本鉄道山田線およびJR紀勢本線・名松線松阪駅より三重交通バスで「三重中京大学」停留所下車。「三重中京大学」または「パークタウン学園前」行に乗車。

### 象徴
- 三重中京大学短期大学部のカレッジマークは、学園のシンボルである梅をイメージしている[52]。

## 教育および研究

### 学科
- 食物栄養学科 入学定員70名[注釈 15]
- こども学科 入学定員130名[注釈 15]

### 学科の変遷
- 保育科→幼児教育科→幼児教育・保育学科→子ども学科
- 家政科→生活科学科
  - 家政専攻→生活科学専攻 入学定員50名[注 13]
  - 食物栄養専攻→食物栄養学科
- 国文科→国文学科 入学定員50名[注 14]
- 英文科 入学定員50名[注 15]
- 音楽科→音楽学科 入学定員40名[注 16]

### 専攻科
- 音楽専攻 入学定員10名[注 17]

### 取得資格について

#### 食物栄養学科
- 栄養士
- 栄養教諭二種免許状

#### こども学科
- 小学校教諭二種免許状
- 幼稚園教諭二種免許状
- 保育士

#### その他
- 中学校教諭二種免許状も設置されていた。
  - 国語科：過去にあった国文科[61]、国文学科にて設置されていた。
  - 英語科：過去にあった英文科にて設置されていた[58]。
  - 音楽科：過去にあった音楽科[61]、音楽学科にて設置されていた。
  - 家庭科：過去にあった家政科家政専攻[61]、生活科学科生活科学専攻にて設けられていた。
  - 保健体育科：過去にあった家政科家政専攻[61]、生活科学科生活科学専攻にて設けられていた。
- 司書教諭・司書資格が取得できるカリキュラムが国文学科にて設置されていた。

### 研究
- 『松阪女子短期大学論叢』[62]
- 『松阪大学女子短期大学部論叢』[63]
- 『松阪大学短期大学部論叢』[64]
- 『三重中京大学短期大学部論叢』[注釈 2]

## 学生生活

### 部活動・クラブ活動・サークル活動

#### 体育系
- バスケットボール・陸上競技・テニス・ダンスほか。

#### 文化系
- 食生活研究会・吹奏楽・茶道・ギター・よさこいなどがある。

#### 学友会活動
- 大学祭・川柳コンクール・キャンパスサンタクロースなどがある。

### 学園祭
- 三重中京大学短期大学部の学園祭は毎年、概ね三重中京大学との合同で10月頃に行われていた。

## 大学関係者
- 梅村清明：初代学長
- 梅村光弘：当時学長

## 当時のキャンパス内の施設
- 図書館：所蔵数はおよそ220,000冊となっている。
- 中庭ステージ
- 学生ホール：ここに学生食堂がある。
- テニスコート
- 体育館
- 情報処理教育センター
- トレーニングセンターほか

## 関係校

### 系列校
学校法人梅村学園
- 三重中京大学（同短大部廃校2年後の2013年廃校）
- 三重中学校・高等学校（現在は学校法人三重高等学校）
- 梅村幼稚園（元同短大部附属幼稚園。同上）
- 中京大学
- 中京大学附属中京高等学校

### 姉妹校
- 中京学院大学（学校法人中京学院）
- 中京学院大学短期大学部（同上）
- 中京こども園（短大部併設、旧中京幼稚園。同上）
- 中京高等学校（学校法人安達学園）

## 社会との関わり
- 公開講座が実施されていた。過去には、一例として「キッズ・イン・ザ・キッチン」と称した食育をテーマとした講座が実施された。ほか、三重県立相可高等学校との高大連携授業も実施されていた。

## 卒業後の進路について

### 編入学・進学実績
- 系列の三重中京大学のほか東京福祉大学・中京女子大学・皇學館大学・鈴鹿医療科学大学などがある。